# شهر مدینگ
شهر مدینگ (به لاتین: Mêdog Town) یک شهرک‌های جمهوری خلق چین در چین است که در نینگچی واقع شده‌است.
 شهر مدینگ ۳۴٬۰۰۰ کیلومتر مربع مساحت و ۱۰,۹۶۳ نفر جمعیت دارد و ۱٬۵۰۰−۳٬۵۰۰ متر بالاتر از سطح دریا واقع شده‌است.